# 行列の定値性
線型代数学における行列の定値性（ていちせい、英: definiteness）は、その行列に付随する二次形式が一定の符号を持つか否か (二次形式の定値性) と密接な関係を持つ概念だが、付随する二次形式を経ることなくその行列自身の持つ性質によって特徴づけることもできる。
この概念は対称行列およびエルミート行列に対して定義するのが通例であるが、そうではない行列を含むように「定値性」の概念を一般化して適用する文献もある。

## 定義
正定値
n × n 実対称行列 M が正定値 (positive definite) であるとは、n 個の実数を成分に持つ零ベクトルでない任意の列ベクトル z に対して、二次形式 zTMz が必ず正となるときに言う。ここに zT は z の転置行列を表す。
より一般に、n × n エルミート行列 M が正定値であるとは、任意の非零複素ベクトル z に対して、z∗ Mz が常に正の実数となるときに言う。ここに z∗ は z の共軛転置行列である。
負定値
n × n エルミート行列 M が負定値 (negative-definite) であるとは、Cn の（実の場合は Rn の）任意の非零ベクトル z に対して z∗ Mz < 0 が成り立つときに言う。
半正定値
M が半正定値 (positive-semidefinite) または非負定値 (nonnegative-definite) であるとは、Cn の（実の場合は Rn の）任意の非零ベクトル z に対して z∗ Mz ≥ 0 が成り立つときに言う。
半負定値
M が半負定値 (negative-semidefinite) または非正定値 (nonpositive-definite) であるとは、Cn の（実の場合は Rn の）任意の非零ベクトル z に対して z∗ Mz ≤ 0 が成り立つときに言う。
不定値
正定値、負定値、半正定値、半負定値の何れでもないエルミート行列は、不定値あるいは不定符号 (indefinite) であると言う。
正定値行列は正定値対称双線型形式（複素の場合は対称半双線型形式）に、あるいはベクトル空間の内積に近しい関係を持つ。

## 表記法
行列 A の定値性を次の記号を用いて表現することがある。（ただし同様の記号で正行列や非負行列を表すこともある。）
| 定値性 | 正定値 | 半正定値 | 負定値 | 半負定値 |
| ------ | ------ | -------- | ------ | -------- |
| 表記例 | A > 0  | A ≥ 0    | A < 0  | A ≤ 0    |

## 性質

### 固有値との関係
実対称行列（またはエルミート行列）A の定値性は固有値の符号と関係している。「すべての固有値の符号」がわかれば定値性がわかり、逆に定値性がわかれば「すべての固有値の符号」が正なのか負なのか正負混じっているのかなどが以下のようにわかる。
1. 行列 A は正定値行列 ⇔ すべての固有値 λ が正値（λ > 0）
2. 行列 A は半正定値行列 ⇔ すべての固有値 λ が非負値（λ ≥ 0）
3. 行列 A は負定値行列 ⇔ すべての固有値 λ が負値（λ < 0）
4. 行列 A は半負定値行列 ⇔ すべての固有値 λ が非正値（λ ≤ 0）
5. 行列 A は不定値行列 ⇔ 少なくとも１つの正値の固有値 λp が存在し、かつ少なくとも１つの負値の固有値 λn が存在する

### 逆行列との関係
1. 実対称行列（またはエルミート行列）A が正定値ならば、行列 A は正則で、逆行列 A−1 も正定値。
2. 実対称行列（またはエルミート行列）A が負定値ならば、行列 A は正則で、逆行列 A−1 も負定値。

### 行列式との関係
1. 実対称行列（またはエルミート行列）A が正定値なら det(A) > 0（行列式がすべての固有値の積であることから直ちに従う）

## 正定値行列の特徴
n × n エルミート行列 M に対して、以下の条件は何れも M が正定値であることと同値である。
- M の任意の固有値が正の実数であること
M の固有値分解を M = PDP−1 とする。ここで、P は M の固有ベクトルのなす正規直交基底をその列ベクトルとして並べて得られるユニタリ行列で、D は対応する固有値をその主対角成分に並べて得られる対角行列である。このとき行列 M は P の列ベクトルからなる基底に関して表したとき、対角行列 D と見做すことができる。特に、一対一の変数変換 y = P−1z によって、z∗Mz が任意の複素ベクトル z に対して正の実数となるためには、y∗Dy が任意の y に対して正の実数となること（即ち、D が正定値であること）が必要十分であることがわかる。対角行列に対してこれが成り立つのは、その主対角成分（従って今の場合 M の固有値）が全て正である場合に限られる。スペクトル定理によればエルミート行列の任意の固有値は実数であることが保証されるから、実対称行列 M の固有多項式が使える場合には、デカルトの符号律 を使って固有値の正値性を確かめることができる。
- M に付随する半双線型形式が内積となること
行列 M の定める半双線型形式とは、任意の x, y ∈ Cn に対して ⟨x, y⟩ := y∗Mx と置いて得られる函数 ⟨,⟩: Cn × Cn → C を言う。任意の複素行列 M に対してこの形式は各々の引数に関してそれぞれの線型性の条件は満足するから、従ってこれが Cn 上の内積であるための必要十分条件は、⟨z, z⟩ が任意の非零ベクトル z に対して正の実数となることであり、これは即ち M が正定値である条件に他ならない。（実は Cn 上の任意の内積が、正定値エルミート行列からこの方法によって得られる）。
- M が線型独立なベクトルに対するグラム行列となっていること
内積 ⟨,⟩ を持つ適当な複素線型空間 の線型独立な n 個のベクトル x1, …, xn に対し、mij := ⟨xi,xj⟩ で定義されるグラム行列 M = (mij)1≤i,j≤n は必ず正定値となることが証明できる。逆に M が正定値ならば、その固有値分解 P−1DP（P はユニタリで、D = (dij) は対角行列かつその対角成分 dii = λi が正の実数）が取れるから、x1, …, xn を P の各列ベクトルにそれと対応する固有値 λi の平方根を掛けたものとすれば、これらのベクトルは互いに線型独立であって、Cn の標準内積（つまり、⟨xi,xj⟩ = x∗
ixj）に関してそれらベクトルから得られるグラム行列は M に一致する。
- M の首座小行列式が全て正であること
行列 M の k-次首座小行列式とは、その左上から順番にそのまま成分を取ってできる k × k 小行列の行列式を言う。行列が正定値であるための必要十分条件は、全ての首座小行列式が正となることであると示すことができる。この条件はシルベスターの判定法（英語版）と呼ばれ、対称実行列の正定値性の効率的な判定法を与える。具体的には、ピボットの過程で行列式の符号が保たれることに注意して、ガウスの消去法の前半部分と同様に行基本変形を用いて行列を上半三角行列に簡約化すれば、三角行列の k-次首座小行列式は第 k 行までの対角成分の積であるから、シルベスターの判定法は行列の対角成分が全て正であることを確かめることに他ならない。この条件は三角行列に新たな行 k を考えるごとに確かめることができる。
- M が一意なコレスキー分解を持つこと
行列 M が正定値であるための必要十分条件は、真に正の実数を対角成分に持つ下半三角行列 L で M = LL∗ を満たすものがただ一つ存在することである。このような分解は M のコレスキー分解と呼ばれる。

同様の理由により、
- エルミート行列が負定値、半負定値、半正定値となるための必要十分条件が、それぞれその固有値が全て負、非正、非負となることであることが分かる。また、不定値の場合には正負両方の固有値が現れることで特徴付けられる。
- 小行列式の言葉で言えば、エルミート行列が負定値となる条件は、その k-次の首座小行列式が、k が奇数のとき負かつ k が偶数のとき正となることである。また、半正定値となるための必要十分条件はその任意の主小行列式が非負となることである。ここで首座小行列式を考えただけでは不十分であることは、なんとなれば成分が 0 と −1 しかとらないような対角行列について確かめてみるとよい。
- エルミート行列 M が半正定値となる必要十分条件は、それが適当なベクトルからなる集合のグラム行列として得られることである。正定値の場合との違いは、これらのベクトルが必ずしも線型独立である必要が無いことである。
- 任意の行列 A に対して、行列 A∗A は必ず半正定値であり、かつ rank(A) = rank(A∗A) が成り立つ。

## 定義について

### 実の場合と複素の場合の定義の一貫性
任意の実行列は複素行列と見ることもできるから、その場合に両クラスに対する「正定値」の定義は一致しているべきである。
複素行列に対しては、「M が正定値であるとは、任意の非零複素列ベクトル z に対して z∗Mz が必ず正の実数となること」と述べる定義が最も一般的であり、この条件から M がエルミートである（つまり自身の転置が自身の共軛に等しい）ことが導かれる。それを見るために、行列 A = (M+M∗)/2 および B = (M−M∗)/(2i) を考えると、M = A+iB かつ z∗Mz = z∗Az + iz∗Bz であり、行列 A および B はエルミートだから z∗Az および z∗Bz はそれぞれが実数値である。ここで、 z∗Mz が実数となるならば z∗Bz は任意の z に対して零とならねばならず、従て B は零行列であり、M = A がエルミートであることが示される。
この定義の下で、正定値実行列 M はエルミート、したがって対称であり、また二次形式 zTMz は任意の非零実ベクトル z に対して正となる。しかし、最後の「二次形式が常に正」という条件のみでは M が正定値であるとするには十分ではない。たとえば、 
{\displaystyle M={\begin{bmatrix}1&1\\-1&1\end{bmatrix}}}
とすると、任意の実ベクトル z = (a,b) に対して、zTMz = (a−b)a + (a+b)b = a2 + b2 は z が零でない限り常に正であるが、しかし複素ベクトル z = (1,i) に対して z∗Mz = 2 + 2i は実数ではないから、従って M は正定値ではない。
他方、対称実行列 M に対してならば、条件「任意の非零実ベクトル z に対してzTMz > 0」から複素行列の意味での M の正定値性が導かれる。

### 非対称行列への拡張
幾つかの文献では、複素行列 M が正定値であることを、任意の非零複素ベクトル z に対して Re(z∗Mz) > 0 で定義しているものがある。ただし、Re(c) は複素数 c の実部。この弱い条件での定義は非エルミートな複素行列の一部（これには {\displaystyle \left[{\begin{smallmatrix}1&1\\-1&1\end{smallmatrix}}\right]} のような一部の非対称実行列も含む）も満たす。
実際にこの定義の下では、実行列が正定値であるための必要十分条件は任意の非零実ベクトル z に対して zTMz > 0 となることであって、必ずしも M の対称性は要求しない。
一般に、任意の非零複素ベクトル z に対して Re(z∗Mz) > 0 となるための必要十分条件は、M のエルミート成分 (M + M∗)/2 が狭い意味での正定値となることである。同様に、任意の非零実ベクトル x に対して xTMx > 0 となるための必要十分条件は、M の対称成分 (M + MT)/2 が狭い意味での正定値となることである。
まとめると、実の場合と複素の場合とを分ける特徴は、複素ヒルベルト空間上の有界な正作用素はエルミートあるいは自己随伴でなければならないということである。この一般の主張は極化恒等式を用いて説明できる。このことは実の場合にはもはや正しくない。

## 注記
1. ↑  Stewart, J. (1976). Positive definite functions and generalizations, an historical survey. Rocky Mountain J. Math, 6(3).
2. ↑  Horn & Johnson 1990, p. 359, Definition 6.2.17.
3. ↑  
Howard Anton (2010), Elementary Linear Algebra: Applications Version (10th ed.), John Wiley & Sons, pp. 412 (Chapter 7), ISBN 978-0-470-45821-1
4. ↑  Weisstein, Eric W. "Positive Definite Matrix". mathworld.wolfram.com (英語). Accessed on 2012-07-26